# データクラフト
株式会社データクラフトは、かつて存在した「写真」等の素材データを提供する企業である。本社を北海道札幌市北区に置いていた。

## 所在地
- 本社 - 北海道札幌市北区北7条西1丁目1-2　SE山京ビル13F
- 東京事務所 - 東京都港区南青山3丁目18-20　南青山松本ビル6F

## 沿革
- 1991年（平成3年）3月 - 札幌市中央区にて設立。
- 1995年（平成7年）8月 - 現住所に本社移転。
- 1999年（平成11年）6月 - 東京事務所を開設。
- 2001年（平成13年）5月 - 株式会社DCアーカイブを設立。
- 2005年（平成17年）9月 - リレーショナルキーワードシステムを公開。
- 2007年（平成19年）
  - 4月 - 株式会社ユーザデザインラボを設立。
  - 7月 - 経済産業省「情報大航海プロジェクト」に「Viewサーチ北海道コンソーシアム」として参加。
  - 10月 - リレーショナルキーワードシステムの特許を取得。
- 2008年（平成20年）
  - 10月 - 経済産業省「情報大航海プロジェクト」（共通技術の改良）に採択
  - 12月 - 次世代画像クルージング技術「ImageCruiser」が楽天市場にて実証実験
- 2015年（平成27年）
  - 4月 - 素材辞典の事業を含むイメージコンテンツ事業などを日本テレネット株式会社（京都府京都市）へ譲渡。
  - 7月 - 株式会社ディシィラボに社名変更。札幌市中央区北11条西14-1-80へ移転。
  - 8月 - 札幌地裁より破産開始決定を受けた。破産管財人には清水彰弁護士が選任された。負債総額は約15億9100万円。

## 運営サイト
- イメージナビ - 2005年11月に開設した、ストックフォトダウンロード販売サイト。主に風景や人物の写真等のデータが収録されている。収録データは、ロイヤリティーフリーとライツマネージドである。
- sozaijiten.com・デザインポケット・webfoto - 2007年4月に開設。ストックフォトダウンロード販売サイト。イメージナビと比べ画像サイズや価格面でweb素材よりになっている。

## オリジナルブランド
- ロイヤリティフリー
  - hana
  - QxQ IMAGES
  - sozaijiten
  - LIP
- ライツマネージド
  - imagenavi collection
  - 北海道＋

## パッケージ商品
- 写真素材集
  - 素材辞典シリーズ
  - 素材辞典[R（アール）]シリーズ
  - 素材辞典イメージブック シリーズ
  - 素材辞典 フォトバイブル20,000
  - 素材辞典400シリーズ
  - 素材辞典 シーズンセレクション
  - 異彩辞典シリーズ【平成21年2月末日販売終了】
  - eS【エス】シリーズ
  - QxQ IMAGES
- 文様（和柄）素材集
  - 和の色彩 シリーズ
  - 和の色彩ラインアート 花遊都シリーズ
- 海外の写真素材集
  - フォト・サンプラーシリーズ
  - IMAGEMORE 1000【平成21年2月末日販売終了】
- 総合素材集
  - 素材一番シリーズ
- 年賀素材集
  - 素材一番 年賀状デザイン集2009 汎用タイプ
  - 素材一番 年賀状デザイン集2009 筆まめ編
- イラスト素材集
  - 素材一番 よく使うイラストシリーズ
  - イラストバイブル3000
- 音素材集
  - 音・辞典シリーズ
  - サウンドバイブル1200
- 動画素材集
  - デオ素材辞典シリーズ
- フォント
  - FONTWIRE 3400
  - FONTWIRE 3400 EXTRA PACK
  - FONTWIRE 人名・地名外字【平成21年7月末日販売終了】
  - FONTWIRE レトロ&モダン
- 筆文字・ポップ素材集
  - 白舟POP
  - 書・カリグラフィー
- ホームページ素材集
  - 速効Web素材【平成21年9月末日販売終了】
- ビジネステンプレート
  - デジタル法令&文例 シリーズ
  - おまかせOFFICE! シリーズ